# Kalamata
Kalamata (Καλαμάτα) este un oraș în Grecia, capitala prefecturii Messinia.

## Informații
- Suprafață: 253,209 km²
- Coordonate: 37.48 (37°1'53") N, 21.6 (21°6'20") E
- Altitudine: Golful Messinia
21 m
2 400 m
- Cod poștal: GR-241 00

## Subdiviziuni
- Alagonia (loc: 360)
- Antikalamos (loc: 541)
- Artemissia (loc: 291)
- Asprochoma (loc: 1.231)
- Elaiochori (loc: 395)
- Kalamata
- Karveli (loc: 180)
- Lada (loc: 223)
- Leika (loc: 926)
- Mikri Mantineia (loc: 688)
- Nedousa (loc: 158)
- Piges (loc: 103)
- Sperchogeia (loc: 855)
- Verga (loc: 2.110)

## Locuitori
| An   | Locuitori            |
| ---- | -------------------- |
| 1981 | 42.075               |
| 1991 | 43.635, 50.693 (mun) |
| 2001 | 49.550, 57.620 (mun) |